# Crassimarginatella cucullata
Crassimarginatella cucullata är en mossdjursart som först beskrevs av Campbell Easter Waters 1898.  Crassimarginatella cucullata ingår i släktet Crassimarginatella och familjen Calloporidae. Inga underarter finns listade i Catalogue of Life.